# 大阪市立天王寺中学校
大阪市立天王寺中学校（おおさかしりつ てんのうじ ちゅうがっこう）は、大阪府大阪市天王寺区にある公立中学校。

## 概要
学制改革に伴って1947年に創立した。国際理解教育に力を入れ、スイス連邦・アメリカ合衆国・中華人民共和国の中学校と姉妹校協定を結んで交流活動をおこなっている。
義務教育を受けることができなかった学齢超過者向けに、通信教育部が設置されている。通信教育部は当時の文部省の委託を受け、1948年に開設された。国語、社会、数学、理科、英語の5教科について、通信による指導とスクーリングをおこなう。通信教育を実施している中学校は、日本では天王寺中学校と東京都千代田区立神田一橋中学校の2校のみである。
学齢超過者向けに、かつては夜間学級も設置されていた。夜間学級は1969年に開設されたが、大阪市教育委員会の方針により2023年度末に大阪市立心和中学校の夜間学級に統合される形で廃止された。

## 沿革
1947年の学制改革とともに、新制中学校・大阪市立天王寺第一中学校として開校した。翌1948年には通信教育部を併設した。
大阪市立の新制中学校では、1947年の学制改革当初は「行政区名＋番号」の仮称で命名されていた学校名について、番号を付さない正式の学校名へと一斉に変更する方針が、1949年に出された。これにともない1949年に、大阪市立天王寺中学校の校名へと変更している。

### 夜間学級
夜間学級は1969年に開設された。行政から認可された夜間学級としては、大阪府内で最初に設置されたものである。
しかし大阪市教育委員会は2021年、天王寺中学校夜間学級と大阪市立文の里中学校夜間学級を廃止し、両校の夜間学級を統合する形で、2024年にも浪速区・旧大阪市立日東小学校校舎を転用して新設される不登校特例校（学びの多様化学校）の中学校（2023年大阪市立心和中学校に校名決定）に新たな夜間学級を設置する構想を打ち出した。2024年時点で在籍している在校生は、新校に移って学ぶことが打ち出された。
大阪市教育委員会は2021年、在校生向けの説明会をおこなった。しかし在校生からは、仕事や介護などの関係で学校が遠くなり通学が困難になると訴え、夜間学級存続を求めるなどした。
しかし2023年2月の大阪市会での条例可決により、夜間学級は、大阪市立心和中学校夜間学級に統合される形で、2023年度限りで廃止されることになった。在校生は2024年度以降は大阪市立心和中学校に移って学ぶことになる。
一方で大阪市教委は在校生向けに、新設校に通学するのが困難な生徒への激変緩和措置として、2026年度末までは天王寺中学校の夜間学級を心和中学校夜間学級の分校に改編し、計画が明らかになった2021年時点で在籍している生徒のうち希望者は分校に通える措置を検討していることが明らかになった。分校は天王寺教室の名称で、2024年度-2026年度まで開設される。

### 年表
- 1947年4月1日 - 大阪市立天王寺第一中学校として創設。
- 1948年4月1日 - 通信教育部を開設。
- 1949年7月1日 - 大阪市立天王寺中学校と改称。
- 1969年6月5日 - 夜間学級設置[1]。
- 1990年 - オーバーヴィル中学校（スイス）・クィーンズレイク中学校（米国）と姉妹校協定を締結。
- 1993年 - 華東師範大学第一附属中学校（中国・上海）と姉妹校協定を締結。
- 2024年 - 夜間学級を廃止。夜間学級を大阪市立心和中学校に移管し、同校の天王寺教室（分校）に改編。

## 通学区域
- 大阪市立天王寺小学校・大阪市立大江小学校・大阪市立聖和小学校の通学区域。

## 交通
- JR西日本・阪堺上町線・Osaka Metro 天王寺駅 および 近鉄南大阪線 大阪阿部野橋駅 北東500m。
- 大阪環状線 寺田町駅 北西へ約600m

## 出身者
- 入江陵介 - 水泳選手
- 宅田裕彦 - 京都大学大学院エネルギー科学研究科教授
- 福留功男 - アナウンサー （日本テレビ→フリー）
- 古川昌希 - アナウンサー（朝日放送テレビ）
- 藤岡茜 - タレント
- 村上和之 - 元プロバスケットボール選手